# Trudi von Fellenberg-Bitzi
Trudi von Fellenberg-Bitzi (* 1954 in Zug) ist eine Schweizer Journalistin und Autorin. Sie hat mehrere Biografien und Sachbücher sowie Lyrik und Prosa publiziert und war während der 1980er-Jahre freie Mitarbeiterin beim damaligen Radio DRS, heute SRF.

## Leben
Trudi von Fellenberg-Bitzi ist in Zug geboren und aufgewachsen. Sie besuchte eine Handelsschule und arbeitete nach Aufenthalten in England und Frankreich während der 1970er- und 1980er-Jahre als Flugbegleiterin. Absolventin des Medienausbildungszentrums MAZ in Luzern. Texter-Ausbildung SAWI in Biel, Executive MBA Kommunikation & Management HSG/Oxford University (Prof. Christian Belz), Berufsbegleitendes Studium in Theologie und Religionsphilosophie, Universität Basel (Prof. Heiner Ott). Interdisziplinärer Lehrgang Palliative Care. Längere Auslandaufenthalte u. a. in Kenia und Japan.
Nach ihrer Medienausbildung war sie verantwortliche Redakteurin von Crosstalk, dem Inflight-Magazine der Crossair, Ressortleiterin Reportagen beim Frauenmagazin Annabelle und Chefredakteurin der Konzernzeitung SAirGroup-News.
Trudi von Fellenberg-Bitzi ist Trägerin von Förderpreisen der Erziehungsdirektion des Kantons Zug sowie von SRF Zentralschweiz (früher IRG), als Auszeichnung für ihre Kinderstunden im Radio SRF (früher DRS). Von ihr verfasste Reportagen und Porträts erschienen u. a. im Bordmagazin der Swiss sowie in verschiedenen Magazinen und Tageszeitungen der Schweiz.
Seit 2022 ist sie Co-Präsidentin des Innerschweizer Schriftstellerinnen- und Schriftstellervereins ISSV.

## Werke

### Belletristik
- 1981: Amarene (Gedichte), Verlag Kugler, Oberwil bei Zug.
- 1983: Herbstzeitlos (Gedichte), Drei Eichen Verlag, München und Engelberg.
- 1991: s wächslet, s blybt nüd schtoo (Zuger Mundart-Lyrik), Zürcher Verlag, Zug.
- 1992: Ferien in Malters – Reise ins Damals (Kurzgeschichte), Privatdruck.
- 1993: Einsame Träume, in … und plötzlich bin ich alt. Herausgegeben von der IG Altern, Zürich.
- 1994: Traumbesuch – Begegnung mit Heiner Hesse (Kurzgeschichte), Privatdruck.
- 1998: Die Butter (Kurzgeschichte), in Fenster mit Aussicht, Literarisches Zug, Balmer, Zug.
- 2003: Die Flasche (Kurzgeschichte), zum 111. Geburtstag der Zuger Kantonalbank.

### Sachbücher
- 2005: Guido A. Zäch – Ohne Wenn und Aber (Biografie), Huber, Frauenfeld.
- 2009: off duty – Leben nach Swissair (Porträts von Flight Attendants und Piloten), Orell Füssli, Zürich.
- 2013: Liliane Juchli – ein Leben für die Pflege (Biografie), Thieme, Stuttgart.
- 2015: Fritz Bösch – Der Feintoolgründer (Biografie), NZZ Libro, Zürich.
- 2017: BALAIR – Als Fliegen noch Fliegen war, AS Verlag, Ziegelbrücke.
- 2019: Emilie Lieberherr – Pionierin der Schweizer Frauenpolitik (Biografie), NZZ Libro, Zürich.
- 2022: Alles was rollt, schwimmt und fliegt. Der Visionär Alfred Waldis und das Verkehrshaus der Schweiz, (Biografie), NZZ Libro, Zürich.

### Hörspiele / Radiosendungen
- Albert Schweitzer und die Tiere, gesendet: Sendereihe DRS, Studio Zürich, 1985.
- Albert Schweitzer, Helen Schweitzer, Lebensbilder; Sendereihe DRS, Studio Zürich, 1985.
- De 21. März, Studio Basel, 1983.
- König Badal Sing, Studio Basel, 1984.
- De Liechtwäg, Studio Basel, 1985.
- Bi minere Grossmuetter i de Ferie, Studio Basel, 1986.
- Wie d'Lisa und d'Laura d Fründschaft verpackt händ, Studio Basel, 1986.
- Schneeflocke wo händ welle goldig schneie, Studio Basel, 1988.
- Der Autor und seine ethische Verantwortung, Studio Zürich, 1989.

## Preise
- Förderpreis der SRG Zentralschweiz, 1985; für langjährige Mitarbeit bei Radio DRS (vorwiegend im Kinderprogramm), u. a. für eine Sendereihe über Albert Schweitzer.
- Förderpreis Literatur, Erziehungsdirektion des Kantons Zug, 1984.